# 185
Évszázadok: 1. század – 2. század – 3. század
Évtizedek: 130-as évek – 140-es évek – 150-es évek – 160-as évek – 170-es évek – 180-as évek – 190-es évek – 200-as évek – 210-es évek – 220-as évek – 230-as évek
Évek: 180 – 181 – 182 – 183 –  184 – 185 – 186 – 187 – 188 – 189 – 190

## Események

### Római Birodalom
- Triarius Maternus Lasciviust és Tiberius Claudius Marcus Appius Atilius Bradua Regillus Atticust választják consulnak.
- Commodus császár kegyence, Marcus Aurelius Cleander megbíz egy csapat legionáriust (akiket Britanniából helyeztek át Itáliába az útonállókra vadászni) hogy császárellenes összeesküvéssel vádolják meg riválisát, Sextus Tigidius Perennis testőrparancsnokot. Commodus kivégezteti Perennist és egész családját.
- Publius Helvius Pertinaxot nevezik ki Britannia kormányzójává, ahol a légiók lázadoznak az előző kormányzó túlzott szigorúsága miatt. A legionáriusok meg is támadják a testőrségét és majdnem megölik Pertinaxot.

### Kína
- Februárban Ling császár bejelenti, hogy a sárga turbánosok felkelését felszámolták, bár kisebb lázadó csoportok továbbra is megmaradnak és évekbe telik valamennyiük szétszórása. A felkelés okozta pusztítás ellenére a császár újabb súlyos adókat vet ki.
- Kínai csillagászok először figyelnek meg szupernovát (az SN 185-öt).

## Halálozások
- Szent Apollonius, keresztény vértanú
- Sextus Tigidius Perennis, római katona és politikus

## Fordítás
- Ez a szócikk részben vagy egészben  a(z)   185 című francia Wikipédia-szócikk ezen változatának fordításán alapul.  Az eredeti cikk szerkesztőit annak laptörténete sorolja fel. Ez a jelzés csupán a megfogalmazás eredetét és a szerzői jogokat jelzi, nem szolgál a cikkben szereplő információk forrásmegjelöléseként.